# Relations entre la Belgique et l'Espagne
Les relations entre la Belgique et l'Espagne sont les relations bilatérales de la Belgique et de l'Espagne, deux États membres de l'Union européenne. Les relations sont considérées comme « bonnes » et sans « contentieux significatif », notamment du fait de l'appartenance commune à l'Union européenne ou à l'Organisation du traité de l'Atlantique nord.

## Histoire
De 1599 à 1603, Baltasar de Zúñiga y Velasco fut ambassadeur de Philippe III auprès de la cour d'Isabelle-Claire-Eugénie d'Autriche et d'Albert d'Autriche au Palais du Coudenberg (aujourd'hui Parc de Bruxelles).

### XIXesiècle: indépendance de la Belgique et établissement des relations diplomatiques
Les relations entre la Belgique et l'Espagne sont établies peu après l'indépendance de la Belgique en 1830. Le premier diplomate espagnol en poste à Bruxelles est le comte Pedro d'Alcantara d'Argaiz, chargé d'affaires en Belgique à partir de 1834.

### XXesiècle

#### Première Guerre mondiale
Le 26 juin 1915, Rodrigo de Saavedra y Vinent, est nommé ambassadeur d'Espagne auprès du Royaume de Belgique. Auparavant, les représentants de l'Espagne portaient le titre de « ministre plénipotentiaire ».

#### Guerre civile espagnole (1936-1939)
Dès août 1936, des Belges participent aux combats contre les forces franquistes. Cependant la politique du gouvernement est alors la non intervention. En dépit de cela, l'« affaire d'Espagne » éclatera, révélant des contrats passés entre des firmes belges et des parties au conflit.
Le 28 octobre 1938, Paul-Henri Spaak reconnaîtra devant la Commission des Affaires étrangères du Sénat, qu'il est partisan de l'établissement de relations avec l'Espagne franquiste. Cependant, la décision finale est laissée au Congrès parti ouvrier belge. Le congrès vote finalement contre la reconnaissance, ce qui signifie que le gouvernement doit démissionner. Toutefois, le 15 janvier, le Congrès autorise le maintien du gouvernement qui doit cependant démissionner après la nomination d'un activiste flamand. Le 21 mars 1939, le gouvernement intérimaire catholique-socialiste, et son ministre des Affaires étrangères Eugène Soudan, normalise les relations avec l'Espagne franquiste.

#### Après-guerre
Dans l'immédiat après-guerre, l'Espagne était l'une des plateformes des réseaux d'exfiltration nazis visant à les faire fuir en Amérique du Sud. Certains d'entre eux ont également trouvé refuge en Espagne, comme Léon Degrelle, leader des Rexistes belges.

#### Fin de la dictature et adhésion de l'Espagne aux structures européennes
Peu après la mort de Franco en 1975 et la phase subséquente de démocratisation sous le roi Juan Carlos Ier, l'Espagne rejoint l'OTAN en 1982 tandis que le Royaume de Belgique en est un membre fondateur. En 1986, l'Espagne adhéra aux Communautés européennes, dont la Belgique est également un membre fondateur, et, en 1988, à l'Union de l'Europe occidentale.
En 1999, la Belgique et l'Espagne adoptent l'euro.

### XXIesiècle
Le 4 août 2014, le roi d'Espagne Felipe VI a participé aux commémorations du début de la Première Guerre mondiale à Liège. Le roi et sa femme Letizia Ortiz se rendirent de nouveau en Belgique les 11 et 12 novembre 2014 pour les commémorations.

#### Crise catalane de 2017
Après le référendum du 1er octobre 2017, déclaré contraire à l’article 155 de la constitution espagnole, Theo Francken, secrétaire d'État belge à l'Asile et aux Migrations, crée la polémique le 29 octobre en proposant d'accueillir Puigdemont en Belgique (sans toutefois que ce processus ne soit sous son contrôle). Le Premier ministre belge Charles Michel demande alors à son secrétaire d’État de ne pas « jeter de l'huile sur le feu », soulignant qu'une éventuelle demande d'asile n'était « pas à l'ordre du jour ». La position belge étant officiellement d'appeler au dialogue entre les autorités espagnoles et catalanes. Le lendemain de la déclaration de Théo Francken, le président de la Généralité de Catalogne Carles Puigdemont fuit en Belgique, en compagnie de cinq anciens conseillers de la Généralité, Meritxell Borràs, Antoni Comín, Joaquim Forn, Dolors Bassa et Meritxell Serret.
Alors qu'il est toujours en Belgique, la justice espagnole — par l'intermédiaire de la juge de l'Audience nationale Carmen Lamela — lance le 3 novembre à son encontre un mandat d'arrêt européen pour rébellion, sédition, détournement de fonds publics et désobéissance à l'autorité, tandis que huit ex-membres du gouvernement catalan sont placés en détention provisoire à Madrid pour les mêmes motifs. Cependant, certaines de ces accusations n'ont pas d'équivalent en droit belge. Le 5 novembre suivant, Carles Puigdemont et les quatre anciens conseillers qui l'accompagnaient se rendent aux autorités judiciaires belges. Ils sont placés en garde à vue en attendant d'être auditionnés par un juge d'instruction qui aura 24 heures pour statuer entre trois possibilités : refuser la demande d'extradition européenne, garder les prévenus en détention provisoire jusqu'à une décision ultérieure ou les laisser en liberté sous conditions. Les cinq accusés sont finalement remis en liberté mais leurs passeports sont confisqués ; ils ont interdiction de quitter le territoire belge sans l’accord du juge d’instruction, doivent résider à une adresse fixe, et devront se présenter personnellement à tous les actes de procédure ou à toutes les convocations des autorités judiciaires et policières. La chambre du conseil du tribunal de première instance doit se prononcer sous 15 jours sur l'exécution du mandat d'arrêt. Le 17 novembre, le tribunal — qui a examiné le mandat — indique qu'il rendra sa décision après avoir entendu les plaidoiries de la défense le 4 décembre. Mariano Rajoy fait savoir qu'il respectera les décisions de la justice belge.
Le 5 décembre le Tribunal suprême espagnol retire le mandat d'arrêt international visant Carles Puigdemont, mais maintient le mandat d'arrêt espagnol. La procédure d'extradition prend fin le 14 décembre.

## Sources
- (es) Cet article est partiellement ou en totalité issu de l’article de Wikipédia en espagnol intitulé « Relaciones entre Bélgica y España » (voir la liste des auteurs).

- Cet article est partiellement ou en totalité issu de l'article intitulé « Carles Puigdemont » (voir la liste des auteurs).

## Compléments